# Diaofang
Diaofang (kinesiska: 刁坊) är en köping i sydöstra Kina. Den ligger i Xingning i staden Meizhou i provinsen Guangdong, omkring 270 kilometer nordost om provinshuvudstaden Guangzhou. Antalet invånare är 31 085. Befolkningen består av 15 470 kvinnor och 15 615 män. Barn under 15 år utgör 17,0 %, vuxna 15-64 år 71 %, och äldre över 65 år 10,0 %.